# Japanese American Memorial to Patriotism During World War II
Japanese American Memorial to Patriotism During World War II je národní památník, který připomíná nespravedlivé zacházení s americkými občany japonského původu během druhé světové války.
Památník je umístěn ve Washingtonu, D.C. Připomíná zapojení Američanů japonského původu do 2.světové války a vlastenectví a odolnost těch mezi nimi, kteří byli drženi v internaci, ve vězeňských táborech nebo v zadržovacích centrech.
Památník navrhl architekt Davis Buckley a sochařka Nina Akamu.

## Popis
Ústřední socha, litá z bronzu, je pojmenována Golden Cranes (Zlatí jeřábi). Tvoří ji dvojice japonských jeřábů osvobozujících se ze sevření ostnatým drátem. Plastika stojí ve středu malého náměstí s parkovou úpravou. Pozadí sochy tvoří žulová zeď ve tvaru půlkruhu. Na zdi jsou uvedeny názvy deseti hlavních amerických internačních táborů, kde bylo v době 2.světové války drženo přes 120 000 Američanů japonského původu. V areálu památníku se kromě plastiky jeřábů nacházejí tři panely - jeden panel uvádí jména Američanů japonského původu, kteří zahynuli během druhé světové války, na druhém panelu jsou ukázky z děl japonsko-amerických spisovatelů, jako je například Bill Hosokawa, a na třetím panelu jsou uvedeny citáty prezidentů Harryho S. Trumana a Ronalda Reagana.

### Symbolismus
Socha jeřábů se tyčí vysoko nad zdmi památníku. To oslavuje schopnost pozvednout se vysoko nad překážky. Jeřábi vypadají jakoby jeden byl zrcadlovým obrazem druhého - jedno ptačí křídlo směřuje vzhůru, druhé směřuje dolů - ptáci tak představují dualitu vesmíru. Jeřábi se opírají jeden o druhého a zároveň jsou spoutáni ostnatým drátem. To lze interpretovat tak, že se každý z nich snaží uniknout ze sevření, a k tomuto úniku potřebují jeden druhého.
V památníku stojí „ zeď cti “, na níž jsou uvedena jména více než osmi set Američanů japonského původu, kteří během druhé světové války padli v boji.

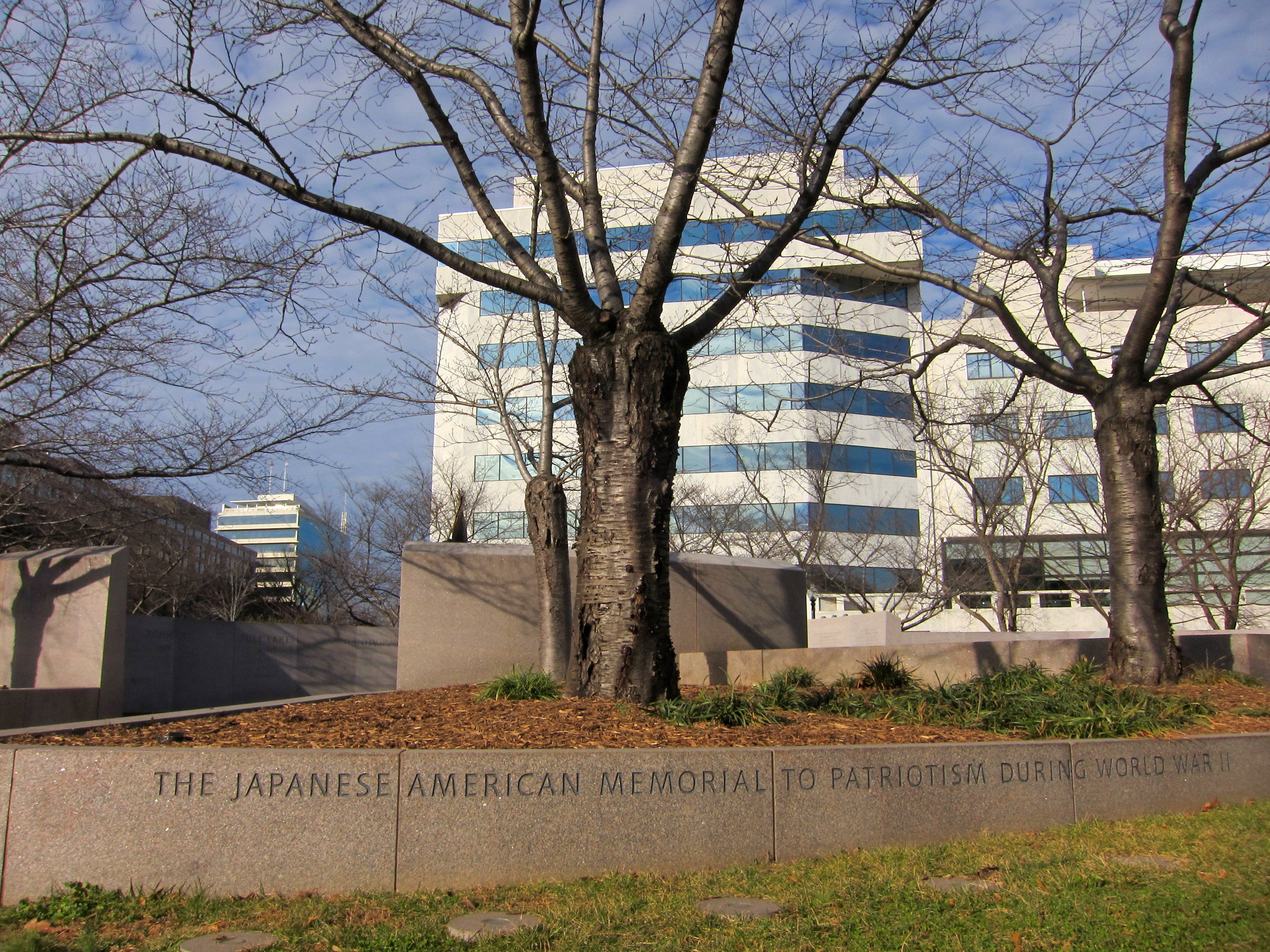
Nápis na přední straně památníku

V tabulce jsou uvedena jména deseti hlavních internačních a vězeňských táborů spolu s počtem Američanů japonského původu uvězněných v daném táboře.
| Tábor          | Počet uvězněných | Stát       |
| -------------- | ---------------- | ---------- |
| Poston         | 17 814           | Arizona    |
| Heart Mountain | 10 767           | Wyoming    |
| Topas          | 8 130            | Utah       |
| Jerome         | 8 497            | Arkansas   |
| Manzanar       | 10 046           | Kalifornie |
| Rohwer         | 8 475            | Arkansas   |
| Tule Lake      | 18 879           | Kalifornie |
| Minidoka       | 9 397            | Idaho      |
| Řeka Gila      | 13 348           | Arizona    |
| Amache         | 7 318            | Colorado   |